# Hirtella racemosa
Espèce
Classification APG III (2009)
Statut de conservation UICN

 LC  : Préoccupation mineure
Synonymes
Selon Tropicos (09 mai 2022) :
- Hirtella acayacensis DC.
- Hirtella americana L.
- Hirtella americana Aubl.
- Hirtella americana var. hexandra (Willd.) Hook. f.
- Hirtella americana var. oblongifolia (DC.) Hook. f.
- Hirtella coriacea Mart. & Zucc.
- Hirtella filiformis C. Presl
- Hirtella hexandra Willd.
- Hirtella nemorosa Hoffmanns. ex Roem. & Schult.
- Hirtella nitida Humb. & Bonpl. ex Roem. & Schult.
- Hirtella oblongifolia DC.
- Hirtella racemosa var. metallica Cuatrec.
- Hirtella racemosa var. oblongifolia (DC.) Standl.
- Hirtella rosea DC.
- Hirtella scandens Hoffmanns. ex Roem. & Schult.
- Hirtella strigulosa Steud.
- Hirtella violacea Steud.
- Salmasia guianensis (Aubl.) J.F. Gmel.
- Salmasia racemosa Willd.
- Tachibota guianensis Aubl.

Selon GBIF (09 mai 2022) :
- Hirtella nemorosa Hoffmanns.
- Hirtella nemorosa Hoffmanns. ex Schult.
- Hirtella racemosa var. metallica Cuatrec.
- Hirtella scandens Hoffmanns.
- Hirtella scandens Hoffmanns. ex Schult.
- Hirtella violacea Steud.
- Salmasia guianensis (Aubl.) J.F.Gmel.
- Salmasia racemosa Willd.
- Tachibota guianensis Aubl.

Hirtella racemosa est une espèce de plantes à fleurs de la famille des Chrysobalanaceae (anciennement des Rosaceae).
C'est un arbre.
En Guyane, Hirtella racemosa est connu sous les noms de Bois gaulette, ou encore Dibo, Dur bois, Gaulette, Gris-gris, Petite gaulette rouge (Créole).
Dans le Pernambouc (Brésil), il est communément appelé Ajururana, Ajirú-do-mato, Murtinha.
On appelle la variété H. racemosa var. hexandra Jicaquillo au Venezuela et Ajirú-do-mato, Ajururana, Murtinha dans le Pernambouc (Brésil).
La variété H. racemosa var. racemosa est nommée Carbonero, Ceniza negra, Jicaquillo, Picapica morada au Venezuela. Au Guyana, c'est Counter (Créole du Guyana), Bokoboko tokon (Arawak), Kupesimirang (Caribe).

## Description
Hirtella racemosa est un arbuste ou un petit arbre atteignant jusqu'à 6 m.
Les jeunes rameaux, les jeunes feuilles et les inflorescences sont pubérulents, couverts de poils jaunâtres à blanchâtres (tomentelleux à glabres ou légèrement hispides).
Les feuilles sont portées sur des pétioles longs de 1 à 3 mm, cylindriques, non glandulaires, glabres à pubérulents.
Le limbes est de forme elliptique, oblongue, ovale à lancéolée, mesurant (3,5)7-16,5(-19,5) x 1,5-7 cm, sub-coriace, glabre ou légèrement apprimé à pubescence abaxiale, luisant, à apex acuminé (acumen long de 1-14(-25) mm), à base atténuée, arrondie, subcordée à cunéiforme, sans domaties.
Les stipules sont sub-persistantes, linéaires, longues de 1,5-5 mm, non glanduleuses, persistantes, glabres à hirsutes.
La face inférieure est glabre ou à pubescence légèrement appliquée.
On compte 6 à 8(10) paires de nervures secondaires, proéminentes dessus et dessous.
Les inflorescences sont des grappes axillaires et terminales, longues de 5 à 29 cm, de 30-40 fleurs, à rachis pubérulent à glabrescent.
Les bractéoles, longues de 0,5 à 3 mm, et les bractées, sont légèrement pubescentes-apprimées, persistantes, portent des glandes sessiles (principalement vers la base), couvrant souvent toute la surface, le plus souvent appariées vers la base.
Les pédicelles sont non ramifiés, filiformes, bractéolés, longs de 1,5 à 10,5(12) mm.
Les fleurs sont longues de 3,5 à 6 mm.
Le réceptacle est campanulé, légèrement pubérulent à glabrescent à l'extérieur, glabre à l'intérieur sauf à la gorge.
Les lobes du calice sont aigus, légèrement pubérulents à l'extérieur, pubérulents à l'intérieur.
Les 5 pétales sont glabres, de couleur rose, pourprée ou violacée.
On compte 5-7 étamines pourprées, très exsertes, unilatérales, avec des filets dépassant largement les lobes du calice, glabres (ou peu velus vers la base).
L'ovaire est sessile, hérissé, pileux-tomenteux, inséré à l'embouchure du réceptacle, avec le style hirsute jusqu'au tiers de sa longueur, atteignant environ 15 mm.
Le fruit est une drupe de forme ellipsoïde à oblongue-obovoïde, avec des poils épars, de couleur rougeâtre, atteignant 15 × 6 mm.
L'épicarpe est lisse, glabre.
Le mésocarpe est fin, charnu.
L'endocarpe est fin, dur, osseux, hirsute à l'intérieur,,,.

### taxons infra-spécifiques
Hirtella racemosa comprend 3 variétés reconnues :
- Hirtella racemosa var. hexandra (Willdenow ex Roemer & Schultes) Prance porte des feuilles longues de 3,5–9,5(–11,5) cm, à base généralement arrondie à cunéiforme (très rarement subcordée), avec la nervation généralement bien réticulée au-dessus. Les pédicelles sont minces et longs de 4–10,5 mm, et dépourvus de glandes. Les bractéoles portent de petites glandes planes sessiles, ou seulement une glande apicale[6],[10],
- Hirtella racemosa var. hispida Prance porte de jeunes branches hispides et la base de l'inflorescence. Le limbe des feuilles mesure 15-22 x 6-7,5 cm. Les pédicelles sont fins, et longs de 8 à 12 mm[10],
- Hirtella racemosa Lam. var. racemosa est un petit arbre, portant des feuilles simples, alternes, à longues stipules caduques, longues de 7–20 cm, à base généralement subcordées (moins souvent arrondies à cunéiformes), avec la nervation peu visible au-dessus. Les pédicelles sont généralement non glanduleux, épais, longs de 1,5–7(–9) mm. Les bractéoles portent le plus souvent de grosses glandes sessiles concaves ou réduites à une seule grosse glande concave, (moins fréquemment les glandes plus petites et planes, voire les bractéoles à glandes apicales). Ses petites fleurs, à corolle rose blanchâtre, avec de longues étamines, persistantes, rose foncé. Ses fruits sont des drupe charnue, noires[6],[8],[10].

## Galerie

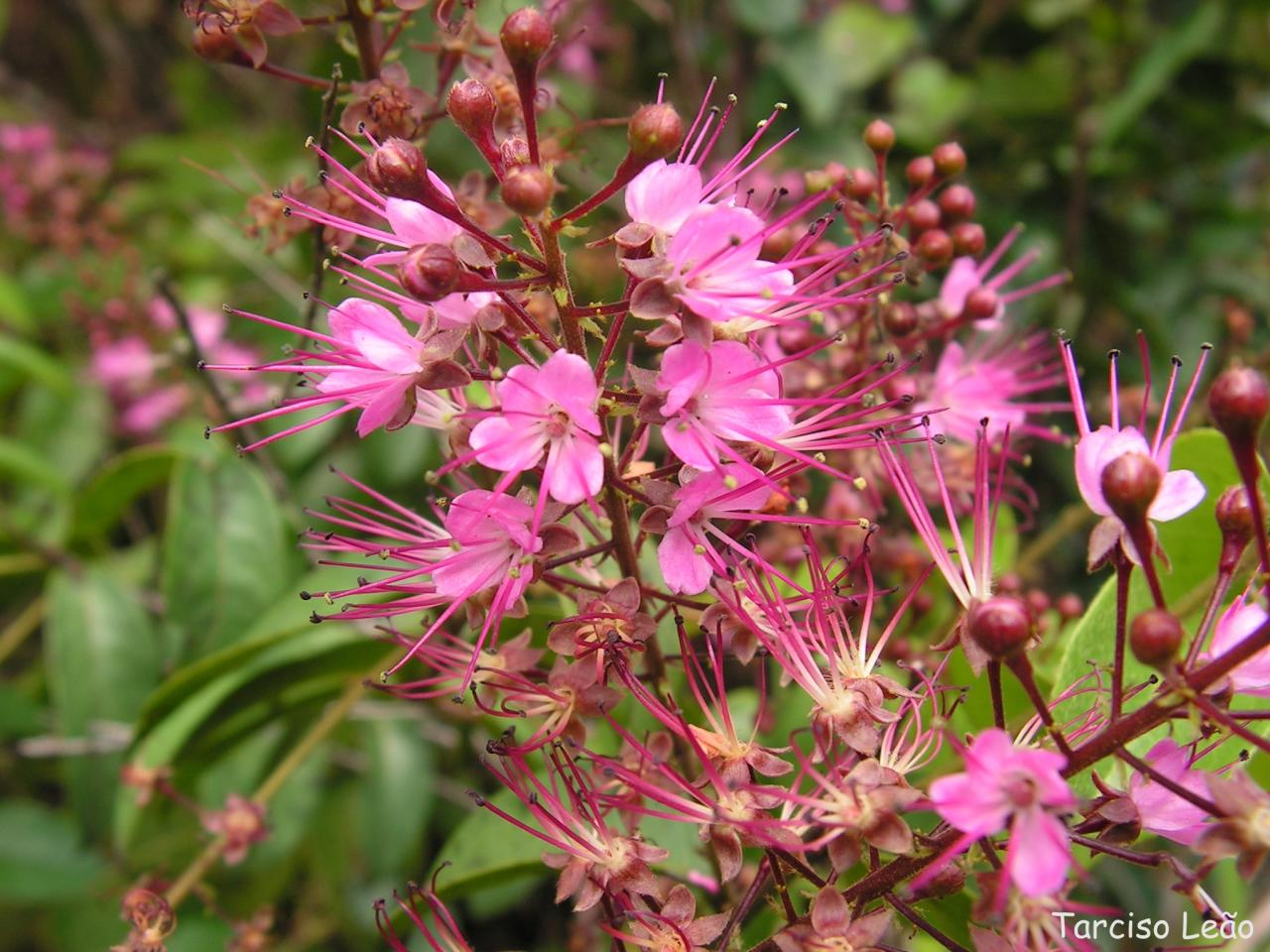
Inflorescence de Hirtella racemosa (Azeitona-da-mata) à Suape (Cabo de Santo Agostinho, Pernambouc, Brésil).
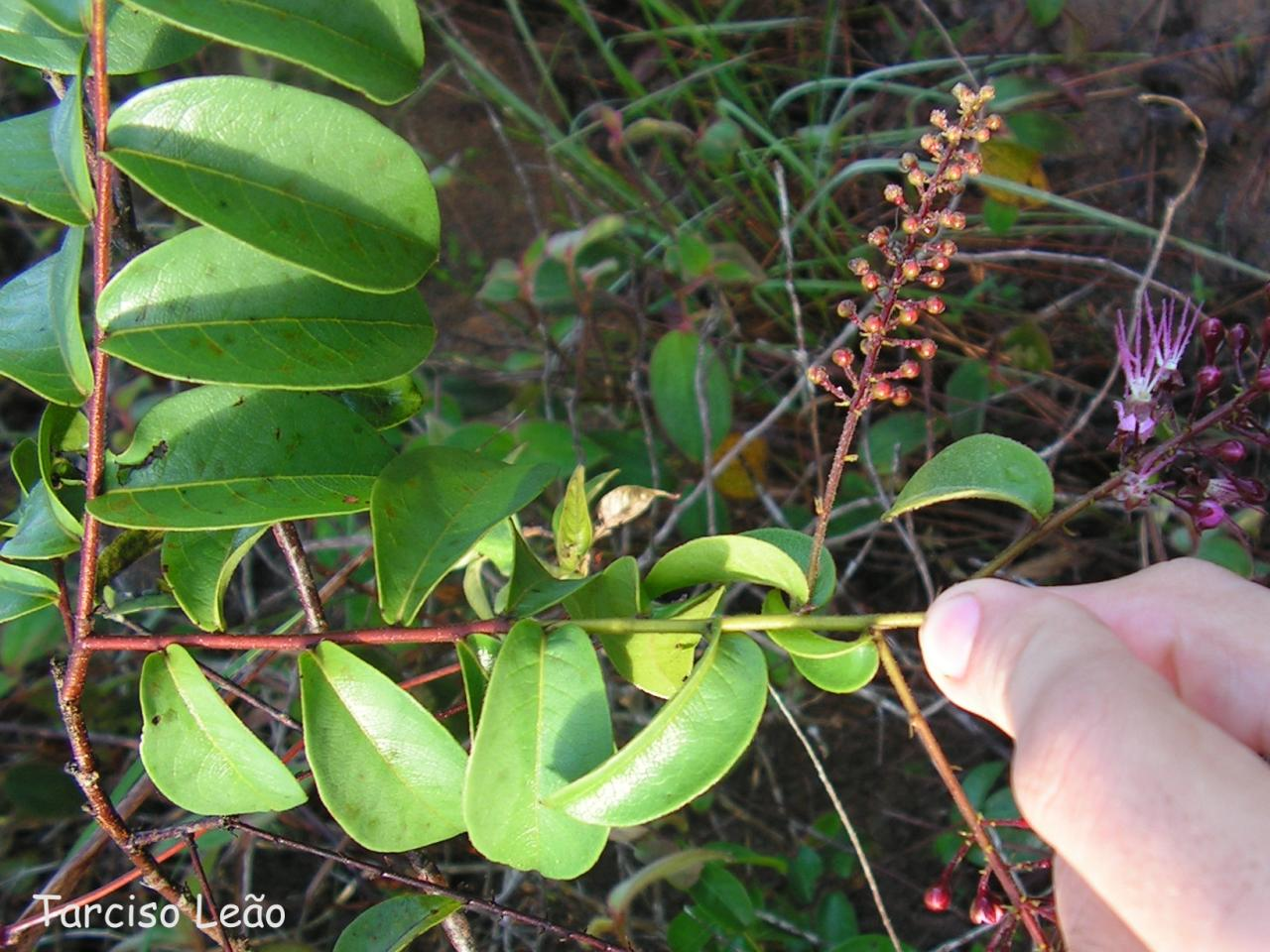
Inflorescence de Hirtella racemosa.
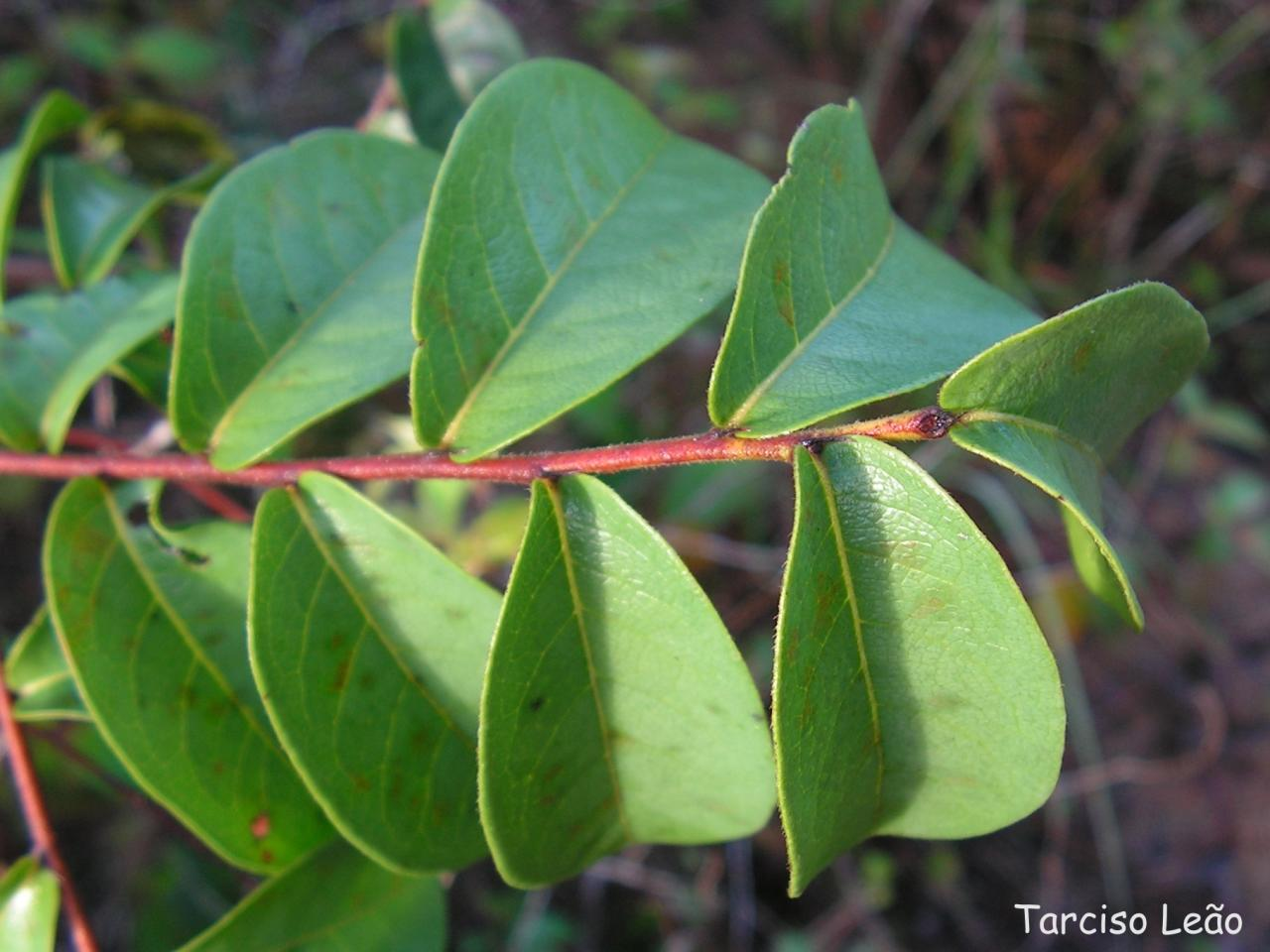
Feuillage de Hirtella racemosa.
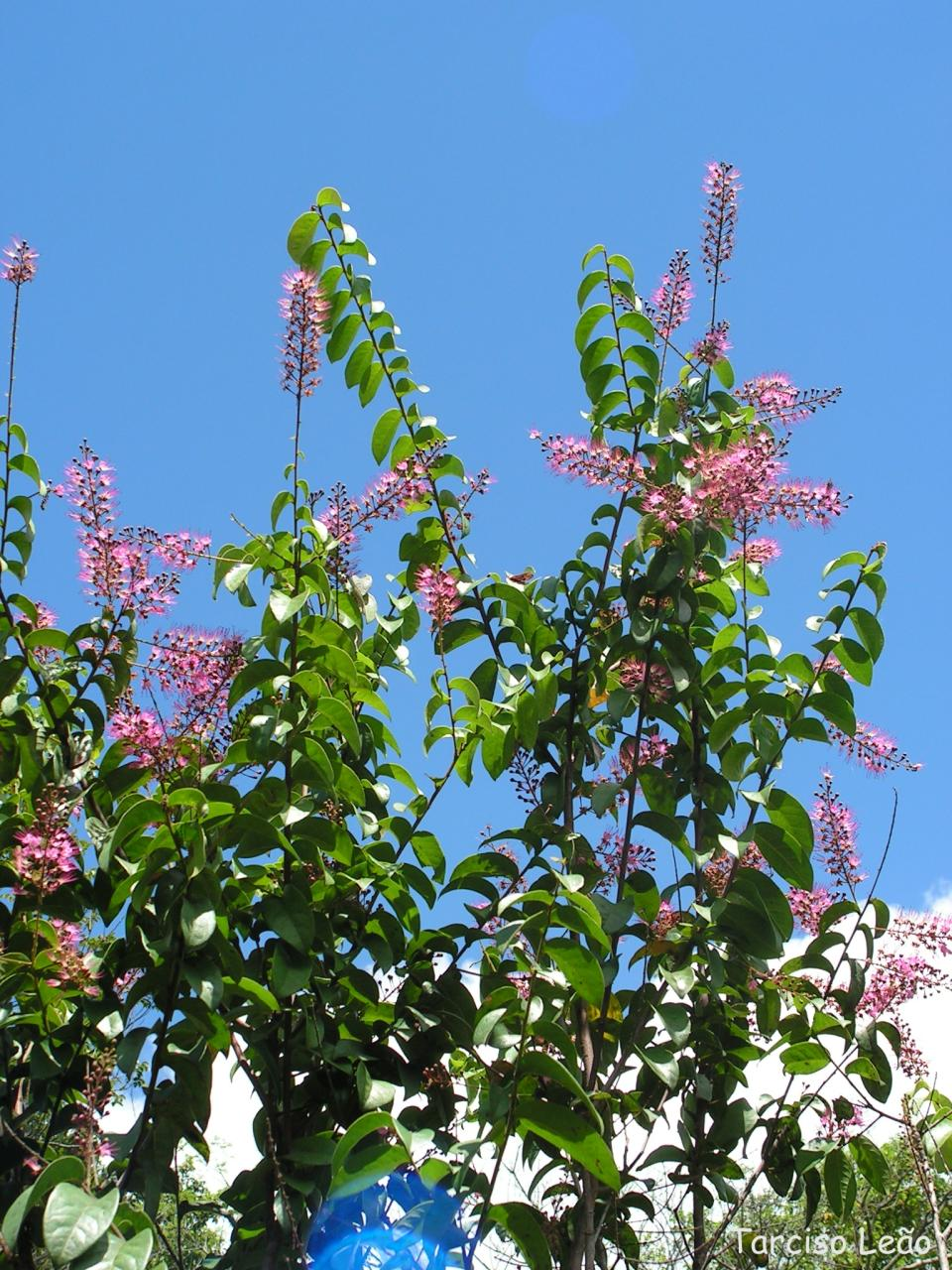
Branche fleurie de Hirtella racemosa.
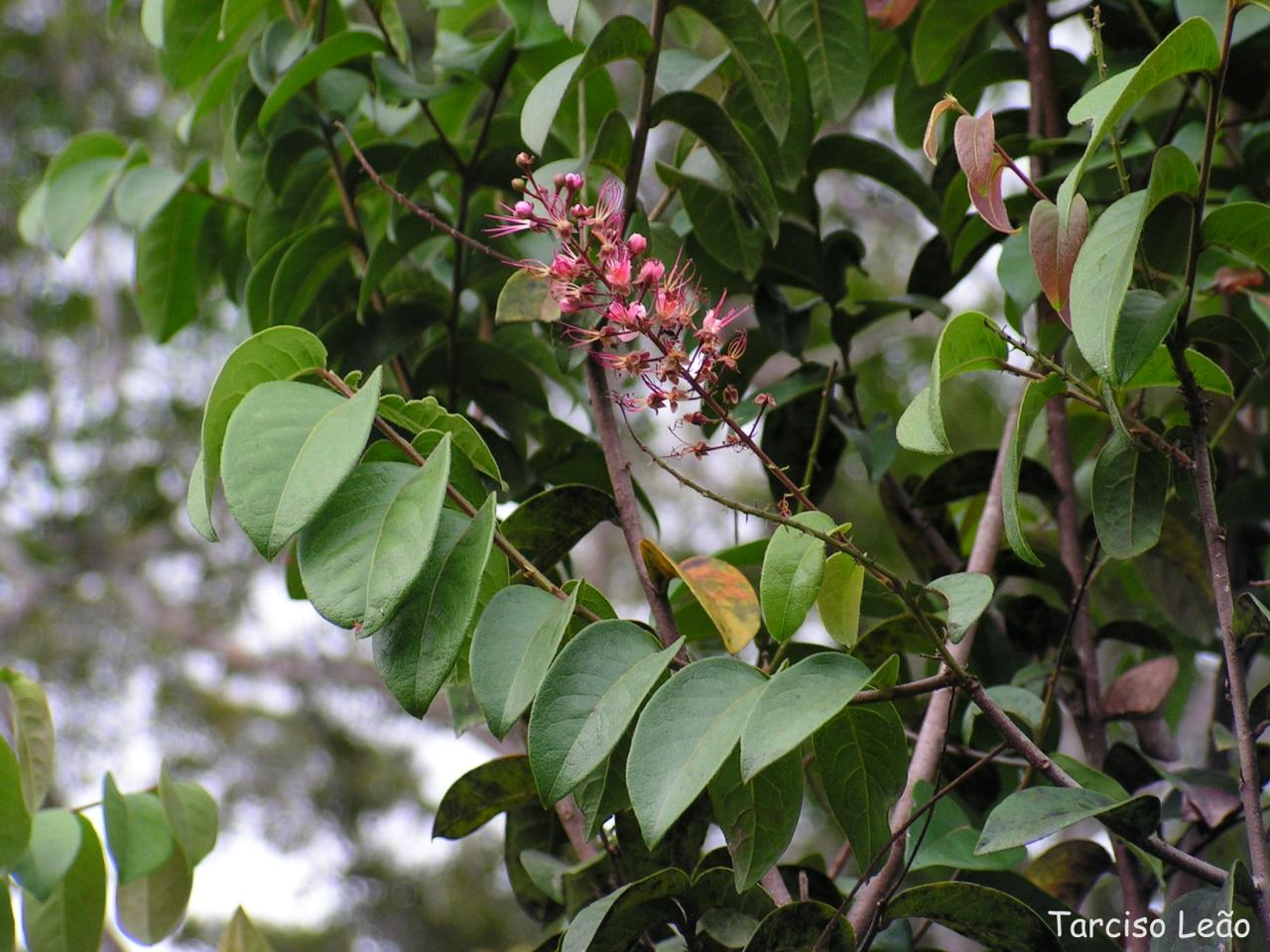
Inflorescence  d’Hirtella racemosa.
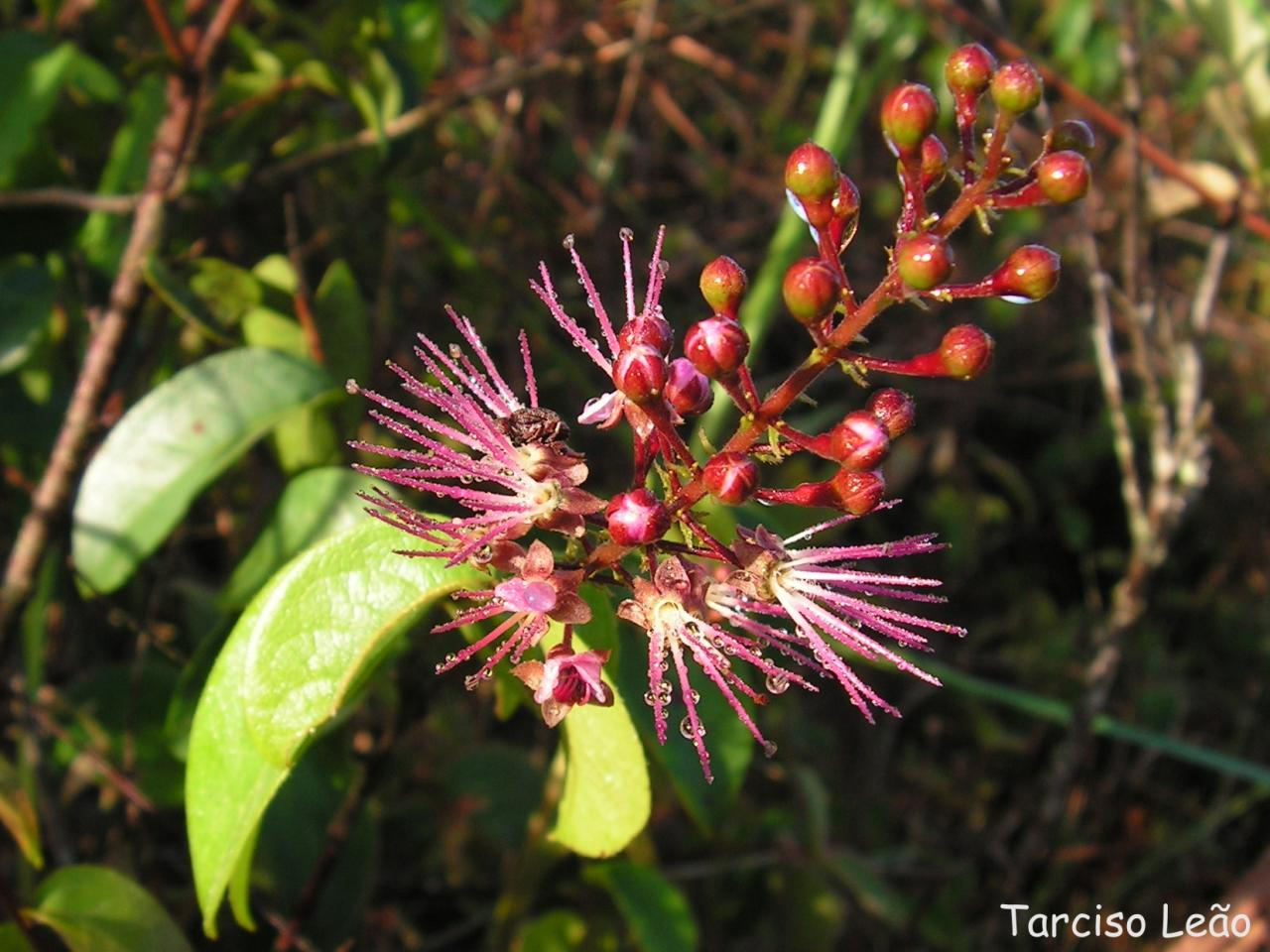
Inflorescence  d’Hirtella racemosa.
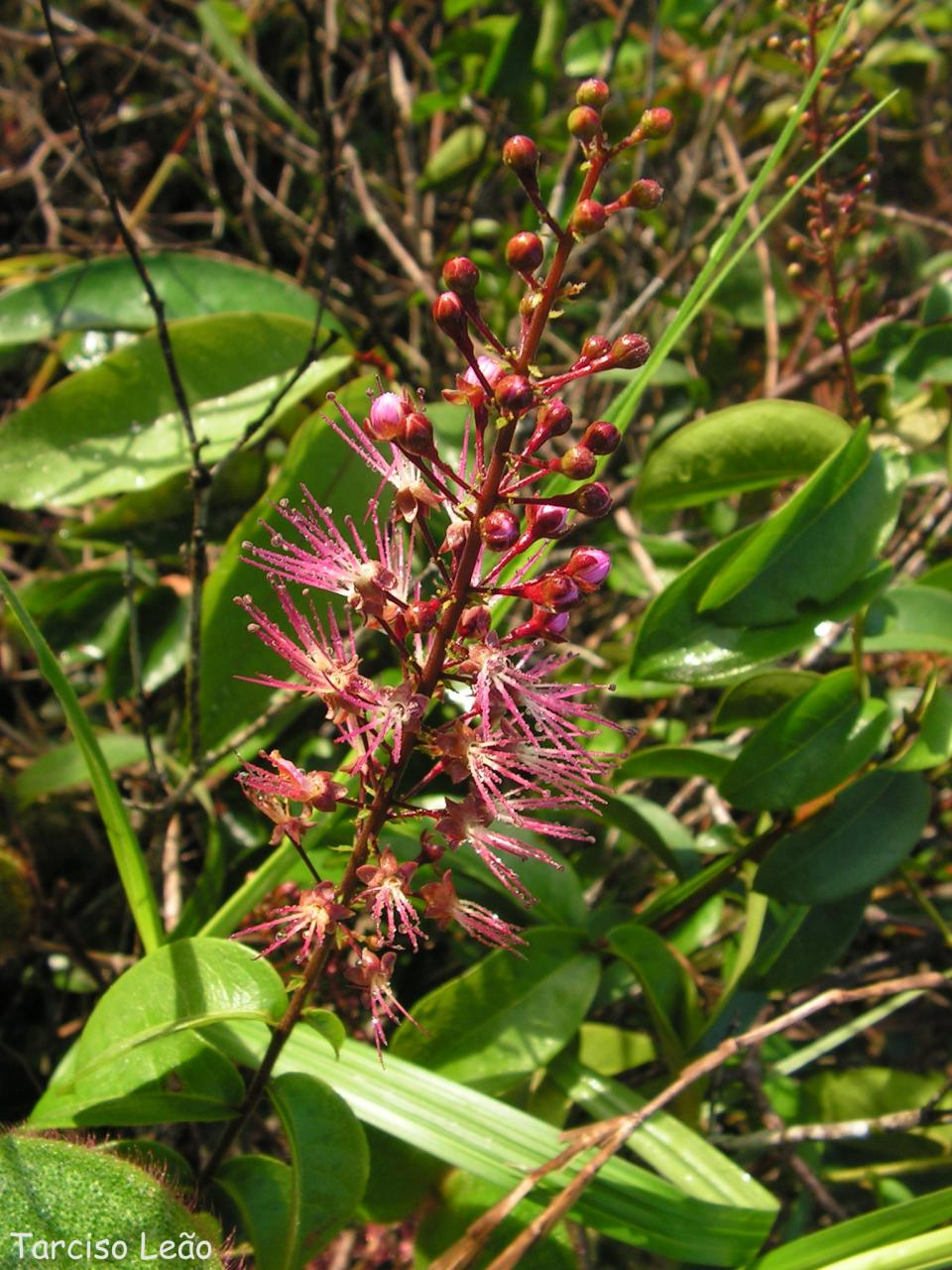
Inflorescence  d’Hirtella racemosa.
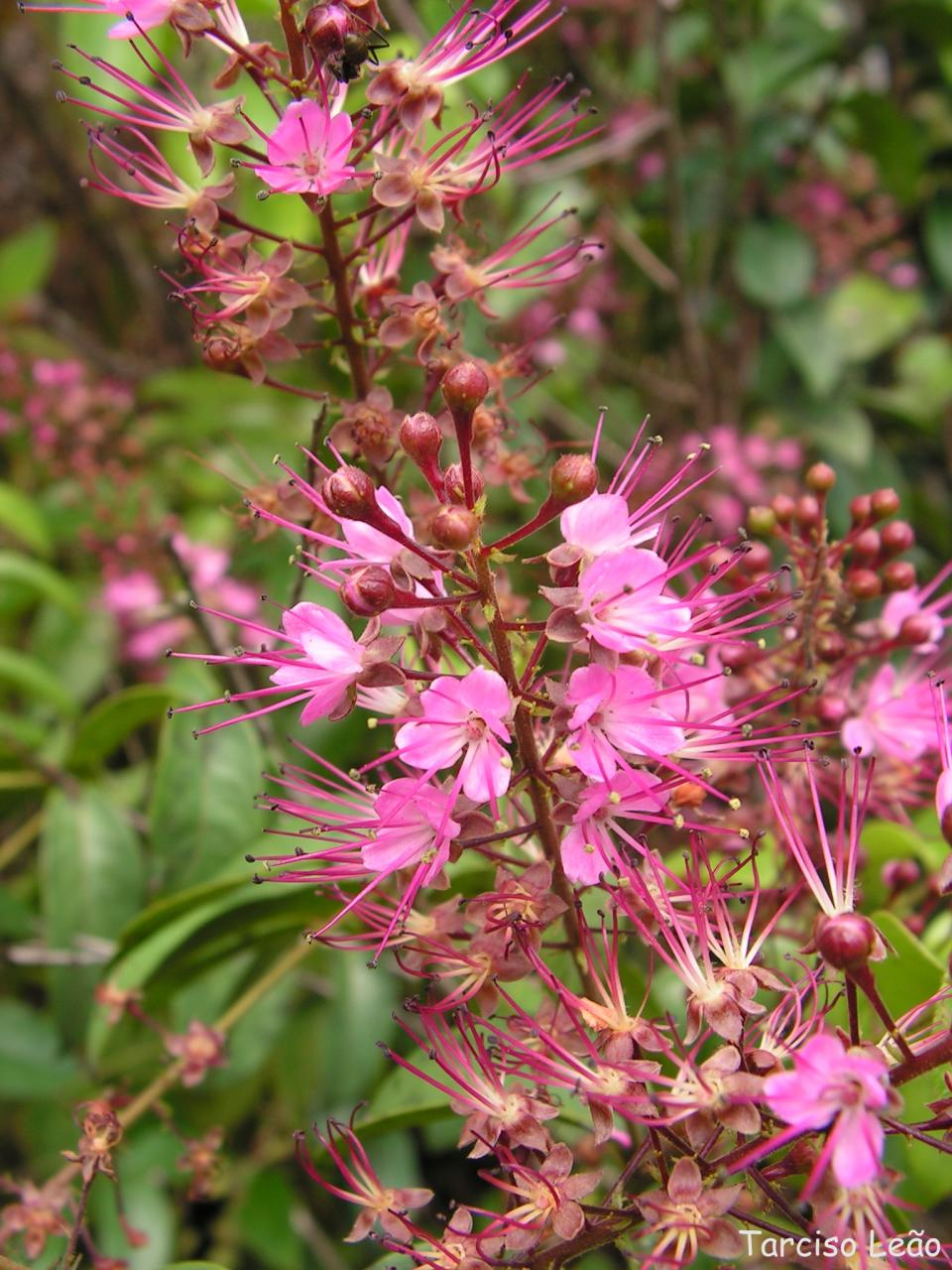
Inflorescence  d’Hirtella racemosa.
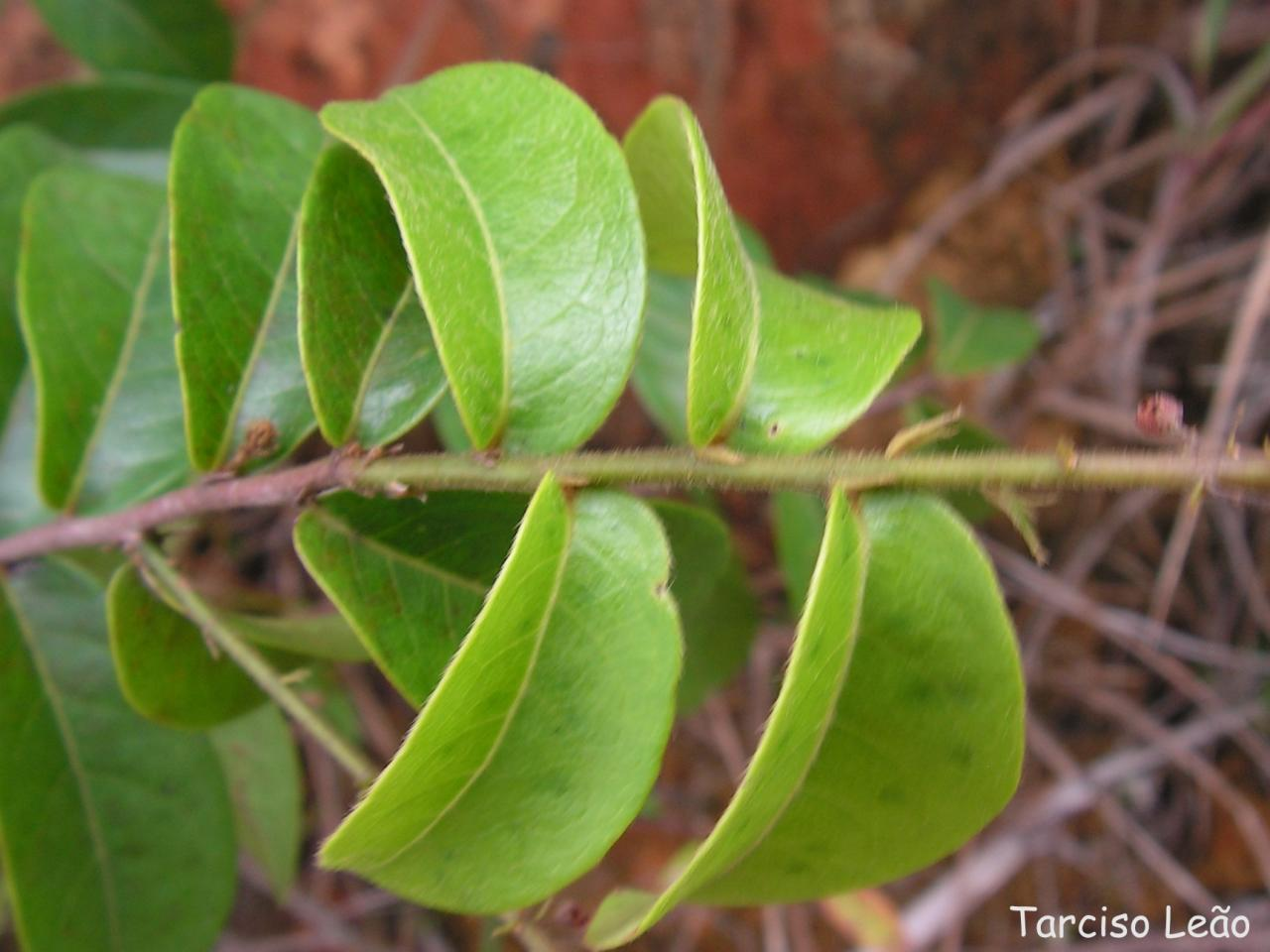
Feuillage d’Hirtella racemosa.
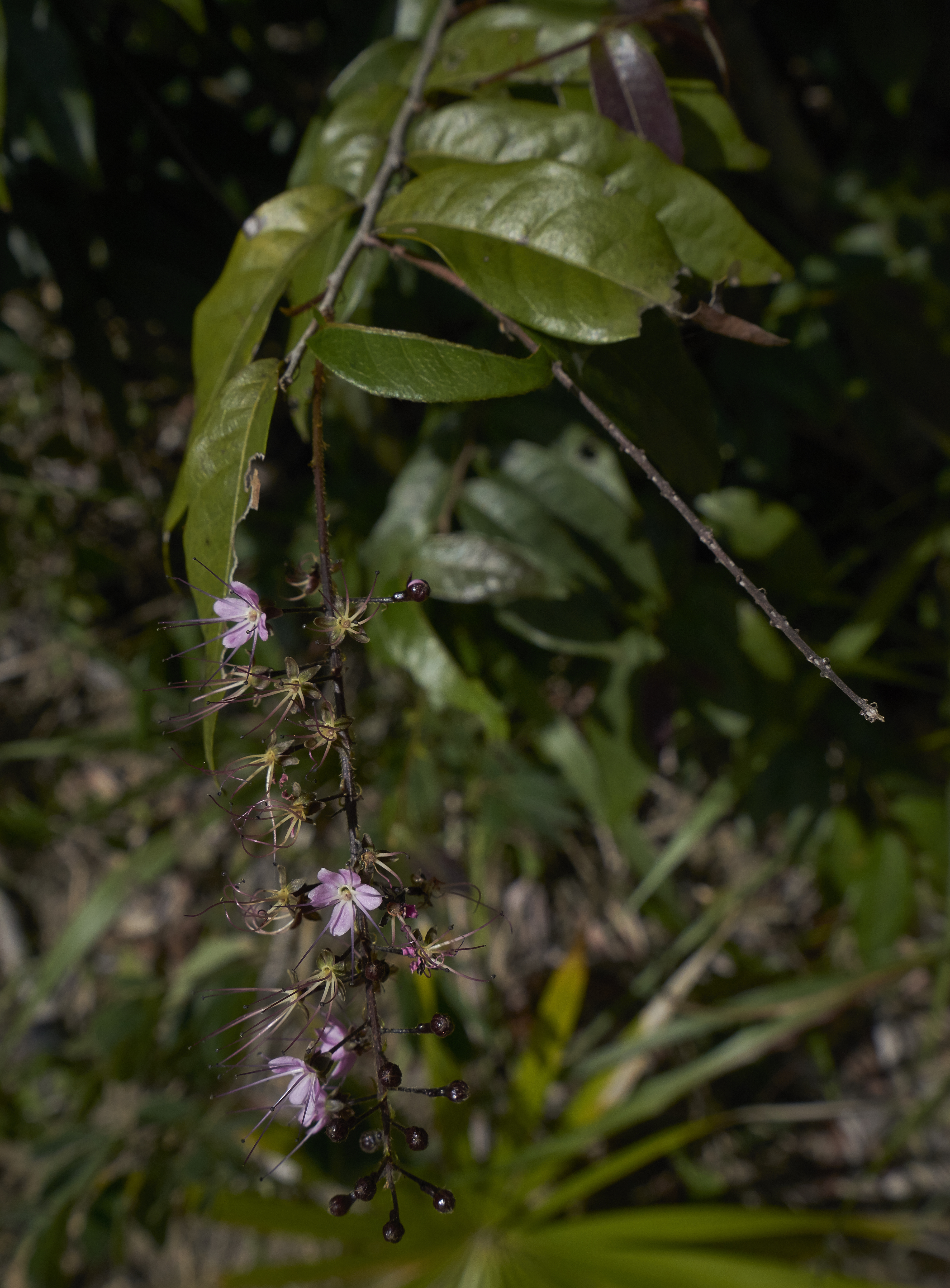
Inflorescence  d’Hirtella racemosa proche de Big Rock Falls (Mountain Pine Ridge Forest Reserve (en), Bélize).

## Répartition
Hirtella racemosa est présent du Mexique, au Brésil, en passant pqar l'Amérique centrale, la Colombie, le Venezuela, le Guyana, le Suriname, la Guyane, et la Bolivie :
- Hirtella racemosa var. hexandra est présent du Mexique, au sud du Brésil[10], en passant par l'Amérique centrale, le Venezuela (Delta Amacuro, Bolívar et Amazonas. Anzoátegui, Apure, Barinas, Carabobo, Lara, Táchira, Zulia)[6],
- Hirtella racemosa var. hispida est présent en Guyane et en Amapá (Brésil)[10],
- Hirtella racemosa var. racemosa est présent du Panama au Brésil, en passant par la Colombie, le Venezuela (Delta Amacuro, Bolívar et Amazonas. Apure, Monagas, Tachira, Zulia), dans toute l'Amazonie et les Guyanes (Guyana, Suriname, Guyane), l'Équateur, le Pérou et la Bolivie[10],[6].

## Écologie
En Guyane, Hirtella racemosa pousse dans les forêts de terre ferme (non inondées), fleurit en avril, juillet, août, septembre, octobre, décembre, et fructifie en septembre.
Dans le Pernambouc Hirtella racemosa croît dans les caatinga, les restinga et le cerrado.
- Hirtella racemosa var. hexandra pousse dans une grande variété d'habitats ouverts, en particulier sur les berges de rivières, les îles rocheuses, les forêts à faible pente, la lisières de savane, les forêts secondaires perturbées, le sommet de basses montagnes[10], au Venezuela autour de 0–1 200 m d'altitude[6], et dans les caatinga, les restinga et le cerrado du Pernambouc[7],
- Hirtella racemosa var. hispida pousse dans les forêts[10],
- Hirtella racemosa var. racemosa pousse dans les forêts de terre ferme (non inondées) et au bord des cours d'eau[10], dans des forêts sempervirentes de plaine à montagne, généralement le long des ruisseaux et des rivières, mais aussi dans les zones non inondées, autour de 0–1 000 m d'altitude au Venezuela[6], et occasionnellement dans les forêts secondaires au Guyana[8].

Les graines de Hirtella racemosa sont disséminées par les primates Alouatta palliata, Ateles geoffroyi et Cebus capucinus dans le parc national Santa Rosa (Costa Rica).

## Utilisation
Le bois de Hirtella racemosa est scié en planches pour la construction de maisons au Guyana.
En Guyane, comme pour les autres « bois gaulettes » (Chrysobalanaceae), son bois est assez communs, de moyennes dimensions, très facile à fendre quand il est vert, très flexible, employés pour faire des lattes pour fabriquer la cloison des cases et carbets traditionnelles (gaulettage ou gaulotage), notamment à Saül,.
On a étudié l'anatomie (histologie), la physiologie, la phytochimie, la toxicité de Hirtella racemosa et Hirtella racemosa var. hexandra en particulier.
Hirtella racemosa présente une activité anti-inflammatoire a été observée à une dose de 200 mg/Kg, et un potentiel cytotoxique contre des lignées cellulaires de cancer du poumon, du côlon et du larynx.
Hirtella racemosa var. hexandra est utilisé traditionnellement au Brésil dans des remèdes contre le diabète.
L'extrait de ses feuilles contient des phénols, des tanins, des anthocyanes, des flavonoïdes, des stéroïdes, des triterpénoïdes et des saponines, et présente des activités antioxydantes et antimicrobiennes, et une toxicité active sur Artemia salina.
Les extraits butanolique et aqueux de Hirtella racemosa ont montré des propriétés ichtyotoxiques sur le guppy (Poecilia reticulata) et contre les cellules Vero.

## Protologue
En 1775, le botaniste Aublet propose le protologue suivant pour Hirtella americana auct. non L., 1753, sensu Aubl., 1775 (= Hirtella racemosa Lam.) :

« HIRTELLA americana. Lin. Gen. 280. p. 110. Spec. pag. 290. (Tabula 98.) 
Hirtella (americana). Jacq. tab. VIII. pag. 8.

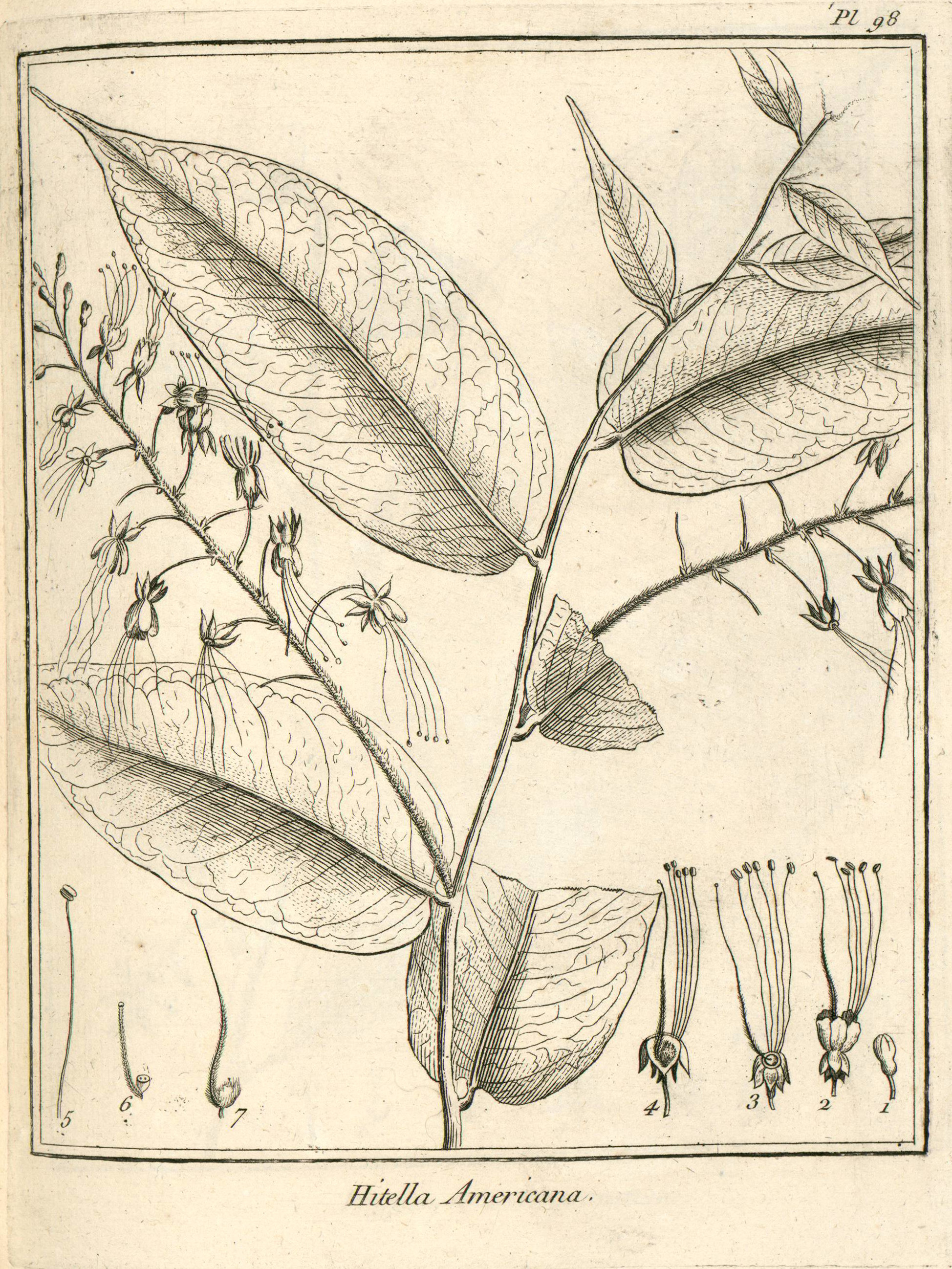
Hirtella racemosa par Aublet (1775)
Planche 98 : L'on a repréſenté les fleurs dans leur état naturel. Les parties détachées ſont groſſies. - 1. Bouton de fleur. - 2. Fleur épanouie. - 3. Calice. Diſque. Étamines. Piſtil. - 4. Calice ouvert. Diſque. Étamines. Ovaire. Style. Stigmate. - 5. Étamine. - 6. Ovaire coupé en travers. Portion du ſtyle. - 7. Piftil.

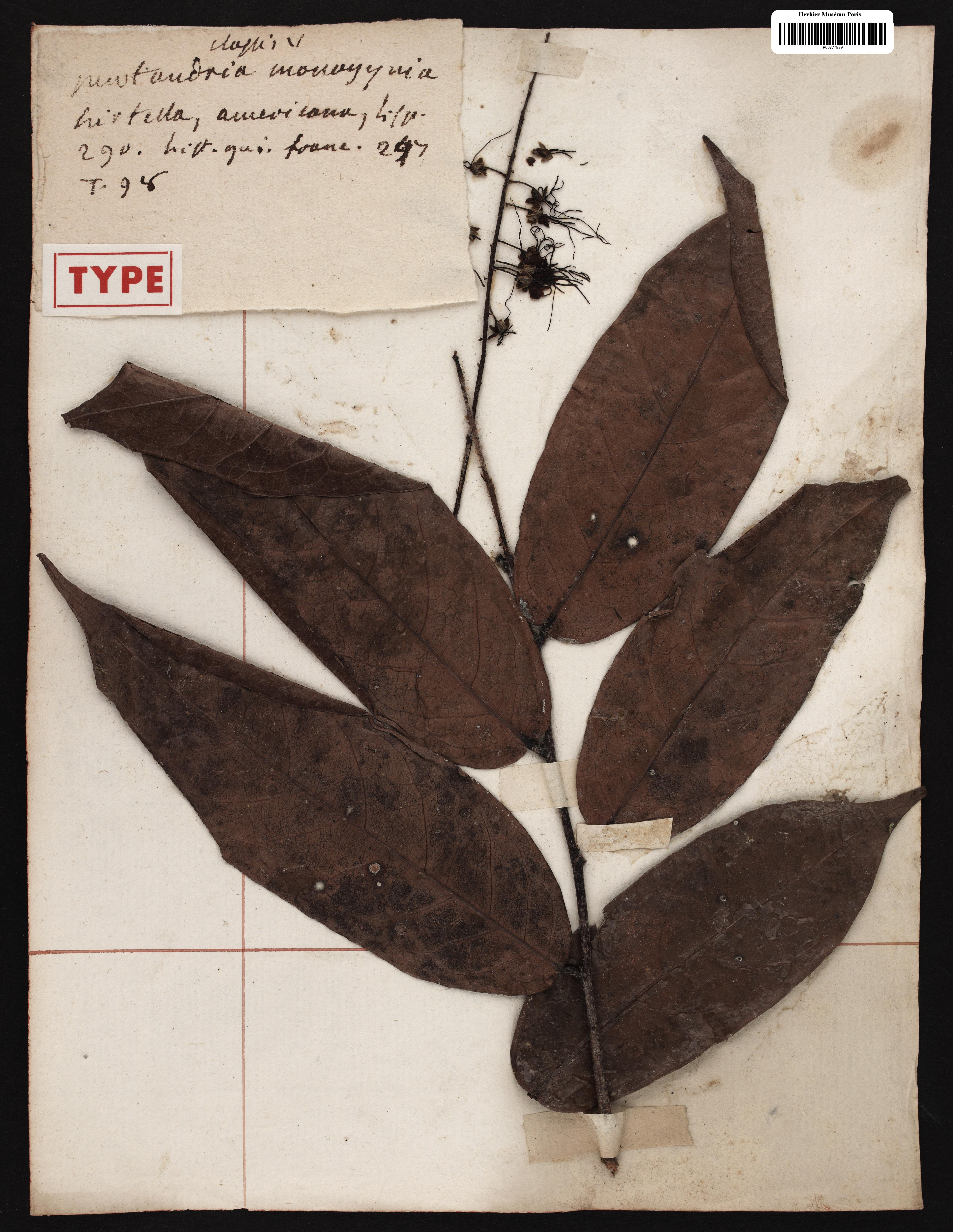
échantillon type de Hirtella americana auct. non L., 1753, sensu Aubl., 1775 collecté par Aublet en Guyane.

Arbor ramoſus viginti-quinque-pedalis, & ampliùs ; ramis longis, ſparſis. Folia ovata, oblonga, acuta, glabra, integerrima, ſubſeſſilia. Stipulæ exiguæ, deciduæ. Flores alterni, in ſpicam longam, villoſam, rufeſcentem diſpoſiti. Squamulæ binæ, ad baſim ſpicæ, & pedunculorum.
Habitat Caiennæ & Guianæ.

L'HIRTELLE Américaine. (Planches 98.)
Cet arbre s'élève a vingt-cinq pieds & plus. Son tronc à cinq à ſix pouces & diamètre. Son écorce eſt rouſſâtre. Son bois eſt caſſant & blanchâtre. Ses branches ſont longues, grêles, éparſes & rameuſes. elles ſont garnies de feuilles alternes, ovales, liſſes, vertes, entières, terminées par une longue pointe. Les plus grandes ont ſix pouces de longueur, ſur deux & demi & largeur. Leur pédicule eſt très court, accompagne à ſa naiſſance de deux petites stipules qui tombent. De l'aiſſelle des feuilles naît un long épi velu & rouſſâtre, charge de fleurs alternes dont les pédoncules de chacune ſont garnis k leurs baſes d'une ou & deux petites écailles. 
Le calice de la fleur eſt d'une ſeule pièce, diviſée profondément en cinq parties inégales, concaves, qui ſe renverſent en arrière. 
La corolle eſt à cinq pétales bleuâtres, droits, arrondis, échancrés a leur ſommet. Ils ſont attaches par un petit onglet ſur les bords du calice, au deſſous de ſes diviſions. 
Les étamines ſont au nombre de cinq, ranges d'un ſeul côte, leurs filets ſont très longs, blancs à leur extrémité inférieure, enſuite bleuâtres ; ils portent chacun une anthère arrondie, à deux bourſes, & de couleur bleue. 
Le piſtil eſt un ovaire arrondi, comprimé, hériſſé de poils roux. 
II pouſſe de ſa baſe un style de la longueur des étamines. Il eſt velu par le bas, bleuâtre par le haut, & termine par un stigmate arrondi & vert. 
L'ovaire devient une baie dans laquelle eſt renferme un noyau. Je ne lai pas vu en maturité : coupe en travers, il m'a paru à deux loges. 
L'on a repréſenté les fleurs dans leur état naturel. Les parties détachées ſont groſſies.
Cet arbre eſt nommé par les Créoles BOIS DE GAULETTE, mais ce nom eſt général pour tous les arbres dont le tronc & les branches fendues fourniſſent des lattes propres a faire des cloiſons ou des claies. 
Cet arbre eſt commun dans l'île de Caïenne ; on le trouvé auſſi dans les forêts de la Guiane. Il étoit en fleur dans le mois de Mars. »

— Fusée-Aublet, 1775.
En 1775, le botaniste Aublet propose le protologue suivant pour Tachibota guianensis Aubl., 1775 (= Hirtella racemosa Lam.) :

« TACHIBOTA (Guianenſis). (TABULA 112).

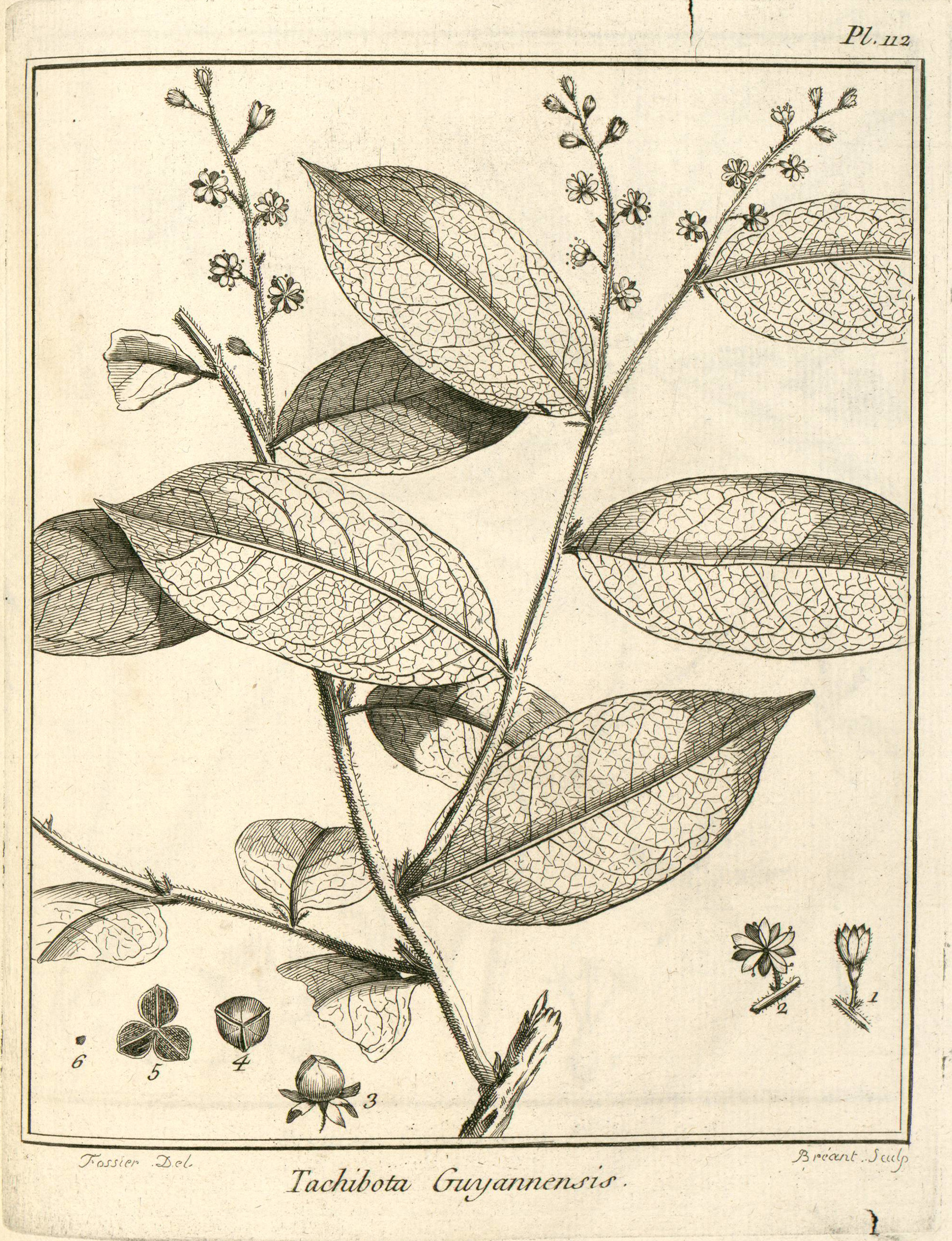
Hirtella racemosa par Aublet (1775)
Planche 112 : 1. Calice. - 2. Fleur épanouie. - 3. Calice. Capſule. - 4. Capſule. - 5. Capſule ouverte. - 6. Graine.

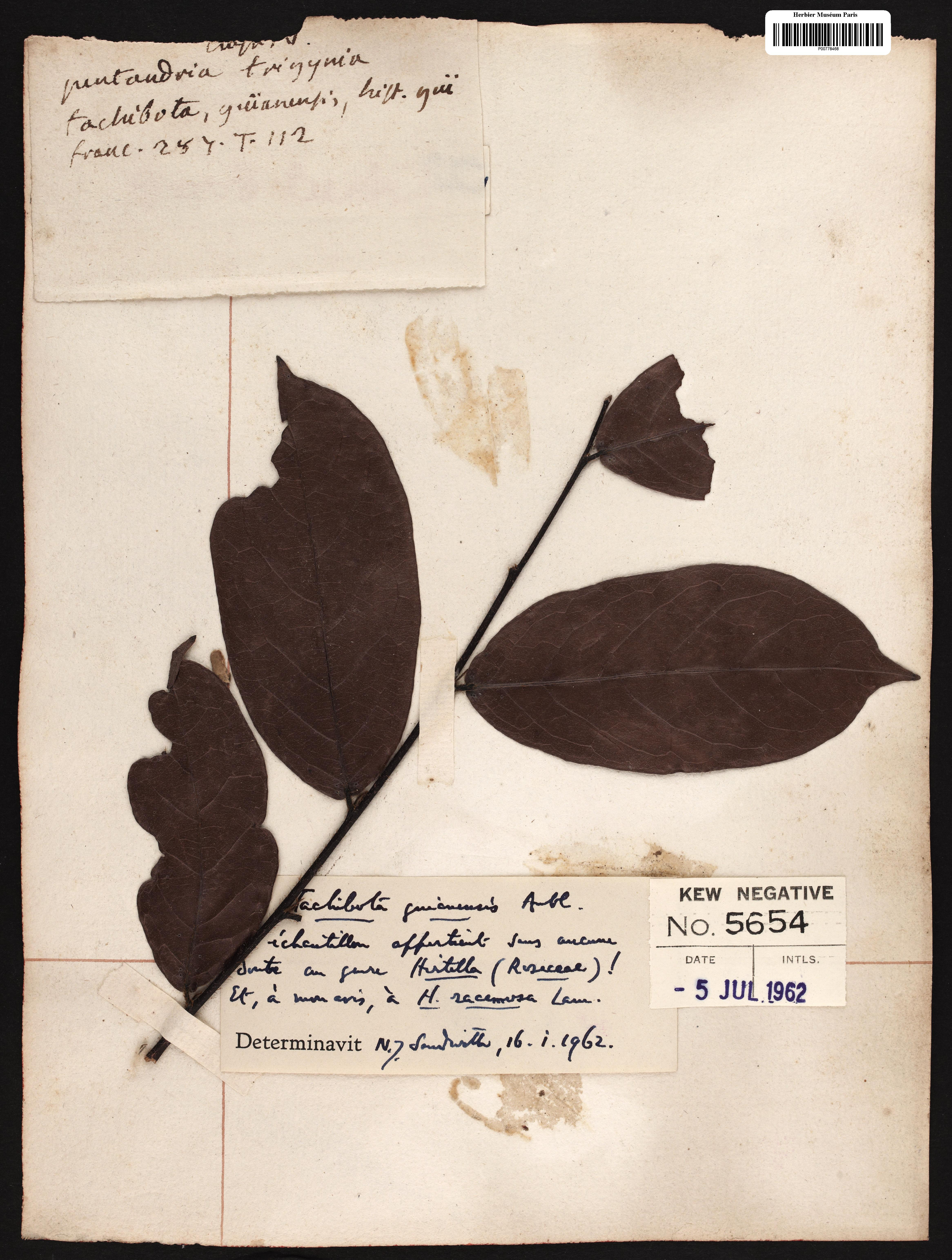
échantillon type de Tachibota guianensis collecté par Aublet en Guyane.

Frutex, trunco ſeptem aut octo-pedali. Rami plures, ſparſi, hirſuti, rufeſcentes. Folia alterna, ſubſeſſilia, glabra, ovara, acuta, integerrima. Stipulæ binæ ad baſim petioli, acuminatæ, anguſtæ, deciduæ. Flores alterni, remoti, ſpicati ; spica hirſuta, axillaris. Singulus flos pedunculatus, cum squamula ad baſim. Corolla alba. Capsula nigra, calice obvoluta.
Florebat fructumque ferebat Octobri.
Habitat in ſylvis remocis Sinemari.
Nomen Caribæum UMBETACHIBOTE.

LE TACHIBOTE de la Guiane.  (Planches 112.)
Le tronc de cet arbre s'élève à huit pieds, ſur ſix à ſept pouces de diamètre. Son écorce eſt rouſſâtre. Son bois eſt blanchâtre, peu compare. Il pouſſe à ſon ſommet pluſieurs branches droites, qui ſe partagent en rameaux hériſſés de poils roides & rouſſâtres. Les branches & les rameaux ſont garnis de feuilles entières, vertes, liſſes, ovales, terminées en pointe. Les plus grandes ont environ quatre pouces de longueur ſur près de deux de largeur. Leur pédicule eſt très court, accompagne à ſa naiſſance de deux stipules, .étroites, aiguës, oppoſées, qui tombent de bonne heure. 
Les fleurs naiſſent aux aiſſelles des feuilles en épi. Elles ſont ſolitaires & écartées les unes des autres. à la baſe leur pédoncule eſt court le garni d'une écaille. 
Le calice eſt d'une ſeule pièce & diviſé profondément en cinq parties vertes, étroites. 
La corolle eſt à cinq pétales oblongs, attachés par un onglet ſous les étamines. 
Les étamines ſont au nombre de cinq, rangées au deſſous & autour de l'ovaire. Le filet eſt grêle. L'anthère eſt jaune & à deux bourſes. 
Le piſtil eſt un ovaire à trois côtes, terminé par un stigmate à trois rayons. 
L'ovaire devient une capsule ſèche, verte, triangulaire, enveloppée en partie du calice qui ſubſiſte. Elle eſt à trois loges remplies de semences noires & menues. Elle s'ouvre en trois valves qui portent chacune dans le milieu de leur longueur une cloiſon. 
Cet arbre eſt nommé UMBETACHIBOTE par les Galibis.
Je l'ai trouvé dans les forêts qui bordent la rivière de Sinémari, à trente lieues de ſon embouchure. Il eſt en fleur & en fruit dans le mois d'Octobre. »

— Fusée-Aublet, 1775.